# Rosebud (Dakota del Sur)
Rosebud es un lugar designado por el censo ubicado en el condado de Todd en el estado estadounidense de Dakota del Sur. En el Censo de 2010 tenía una población de 1.587 habitantes y una densidad poblacional de 47,08 personas por km².

## Geografía
Rosebud se encuentra ubicado en las coordenadas 43°14′31″N 100°49′11″O / 43.24194, -100.81972. Según la Oficina del Censo de los Estados Unidos, Rosebud tiene una superficie total de 33.71 km², de la cual 33.58 km² corresponden a tierra firme y (0.38%) 0.13 km² es agua.

## Demografía
Según el censo de 2010, había 1.587 personas residiendo en Rosebud. La densidad de población era de 47,08 hab./km². De los 1.587 habitantes, Rosebud estaba compuesto por el 3.4% blancos, el 0.19% eran afroamericanos, el 94.96% eran amerindios, el 0.06% eran asiáticos, el 0% eran isleños del Pacífico, el 0.25% eran de otras razas y el 1.13% pertenecían a dos o más razas. Del total de la población el 4.85% eran hispanos o latinos de cualquier raza.